# Searchin' (Santana)
Searchin' is de laatste single van het Santana-album Zebop. Het stond in 1982 de Amerikaanse hitlijsten en was destijds, gekoppeld aan de instrumental Primera Invasion, het openingsnummer bij live-optredens.
Het nummer is geschreven door zanger/gitarist Alex Ligertwood (frontman van 1979 tot 1995) en vemengt gewone rock met de latinrock waar de band van Carlos Santana bekend mee is geworden. Searchin' daarentegen behoort tot de minder bekende nummers uit het oeuvre en verdween na 1982 van de reguliere live-set.